# Huni (faraon)
Huni (? – 2613. pr. Kr.) je bio posljednji faraon 3. egipatske dinastije. Bio je nasljednik Kabe, te mu je možda bio sin. Huni je vladao od 2637. pr. Kr., pa do svoje smrti. 

## Etimologija
| V28 | A24 | N35 · Z4 · D40 |

Huni znači "uništavač". Maneton ga naziva Kerfer(is) i Ah, a ime Huni je negdje skraćeno na Hu.

## Životopis
Huni je naslijedio Kabu. Najvjerojatnije su si bili otac i sin. Da je Huni bio zadnji vladar 3. dinastije, doznajemo iz Mečenove mastabe. Postoji sumnja da je Huni na prijestolje došao vrlo star.
Hunijeva glavna žena je bila Džefatnebti. Ona je s Hunijem imala kćer Heteferes I. Huni je imao još jednu ženu, Meresankh I., s kojom je bio otac Snofrua, svog nasljednika. 
Huni je tijekom svoje vladavine dao izgraditi mnogo građevina. Nakon što je umro, pokopan je u grobnici za čiju se lokaciju natječu piramida u Meidumu, Sakara ili mastaba 17 u Meidumu. 
Vezir u vrijeme Hunija bio je čovjek po imenu Kagemi.
Od Hunija potječu vladari 4. dinastije.

## Građevine
Huni je dao sagraditi tvrđavu na otoku Elefantini. Tako je osigurao južnu granicu Egipta na 1. kataraktu. 
Huni je također dao sagraditi sedam malih stepenastih piramida. Sagrađene su u Seili, Zawiyet el-Meiyitinu, Nagi el-Khalifi, Nakadi, Nagi el-Mamariyi, Edfuu i na Elefantini. Ove su piramide neobične jer nemaju unutarnje odaje ni podzemne hodnike. Egiptolozi se ne mogu složiti oko toga koja je bila svrha ovih malih piramida. Postoje teorije da su one lažne grobnice kraljica, da su svetišta povezana s mitom o Horusu i Setu, da su rani oblik Sunčevih hramova, ili da predstavljaju Benben, primordijalni brežuljak na kojem je prvi put zasjalo Sunce. Također, treba spomenuti da se među ove Hunijeve piramide ubrajala još jedna, čije je postojanje zabilježeno u 19. st., ali ona se danas više ne može pronaći.
Smatra se da je piramida u Meidumu izgrađena za Hunija. Ipak, ne postoji dokaz da je Huni tamo doista pokopan. Pretpostavlja se da je Snofru dao izgraditi piramidu, ali da se ona poslije raspala. Huni je najvjerojatnije pokopan u Sakari. Postoji teorija da je zapravo pokopan u Meidumu, ali ne u samoj piramidi, već u mastabi pod brojem 17 koja pripada kompleksu piramide.

## Vanjske poveznice
| Prethodnik: | Faraon Egipta Huni | Nasljednik: |
| Kaba        | Faraon Egipta Huni | Snofru      |